# Hamster de Roborovski
Phodopus roborovskii
Pour les articles homonymes, voir Hamster (homonymie).
 (septembre 2013).
Si vous disposez d'ouvrages ou d'articles de référence ou si vous connaissez des sites web de qualité traitant du thème abordé ici, merci de compléter l'article en donnant les références utiles à sa vérifiabilité et en les liant à la section « Notes et références ».
Espèce
Statut de conservation UICN

 LC  : Préoccupation mineure
Le Hamster de Roborovski (Phodopus roborovskii) ou Hamster nain de Roborovski (parfois orthographié Roborowski) est une espèce de rongeurs, de la famille des Cricétidés. C'est un hamster nain qui a été découvert par Konstantin Satunin (en) en 1903 dans les steppes et les zones désertiques de Mongolie et du nord de la Chine. C'est un micromammifère craintif qui est parfois élevé en captivité dans les laboratoires ou comme animal de compagnie.

## Nomenclature et systématique
L’animal doit son nom à un explorateur, le géographe Vsevolod Ivanovitch Roborovski (1856-1910), qui a notamment collaboré avec le naturaliste Nikolaï Mikhaïlovitch Prjevalski. Les noms binomiaux synonymes de Phodopus roborovskii sont P. bedfordiae, P. praedilectus, P. przewalskii.

## Morphologie et caractéristiques
Le poids de cette espèce varie significativement en fonction des saisons. Il diminue en septembre, atteignant 17 g pour les femelles et 19 g pour les mâles. Il augmente en décembre pour atteindre son maximum à la fin du printemps. Les femelles pèsent alors 21 g et les mâles 27 g en moyenne. Il s'agit de la plus petite espèce de hamsters au monde, l'adulte mesure entre 5,3 et 8,1 cm de long. La queue mesure de 7 à 11 mm.
Comme tous les hamsters nains, le Hamster de Roborovski a quatre doigts aux pattes antérieures, et possède des abajoues, qui lui permettent principalement de transporter de la nourriture. Il possède une ouïe fine et un odorat très développé. Leur taille moyenne est de 5–7 cm,.

### Aspect physique

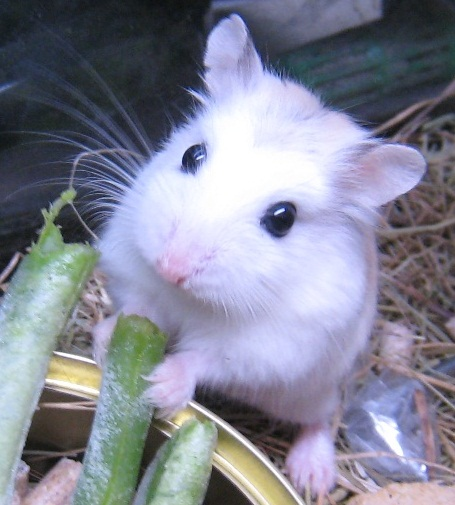
Exemple de Hamster de Roborovski au pelage blanc.

L'épaisse fourrure du Hamster de Roborovski est de couleur marron doré sur le dos, tandis que la base du poil est foncé. La moitié inférieure du corps est blanche. Noirs et ronds, les yeux sont surmontés de deux petites marques blanches qui évoquent des sourcils. Il existe diverses variantes de coloration, notamment des individus entièrement blancs avec, toujours à la base, le poil foncé.

## Alimentation
Ils se nourrissent principalement de graines, qui représentent 70 à 90 % de leur alimentation. Ils consomment notamment les graines des espèces Alyssum desertorum, Caragana spp., Nitraria spp., Dracocephalum peregrinum, Astragalus spp. et Carex spp. Ils se nourrissent également de feuilles et des tiges. Les insectes font partie intégrante de leur alimentation.

## Reproduction
La période de reproduction court de février à octobre. Elle n'est pas influencée par la température ni la luminosité, ce qui suggérerait que le Hamster de Roborovski peut se reproduire toute l'année. La gestation dure de 20 à 22 jours. Le nombre de petits par portée est de 3,6 à 3,9 en moyenne. À la naissance, le sex-ratio est de 1 (même nombre de mâles et de femelles en moyenne). Ce taux reste constant chez tous les groupes d'âges. Les petits naissent aveugles et quasiment nus. Ils sont couverts de fourrure et ouvrent les yeux vers 14 jours environ. La mère arrête de les allaiter au bout de 18 jours. Les petits sont indépendants entre 18 et 30 jours. Les femelles atteignent la maturité sexuelle au bout de 2 mois et les mâles après 2 mois et demi. La femelle peut avoir jusqu'à 4 portées par an.
- Stérilité pour la femelle : 1 an 1/2[réf. nécessaire]
- Stérilité pour le mâle : 6 mois[réf. nécessaire]
- Longévité : entre 1,5 et 2 ans[6]

### Développement corporel[réf.nécessaire]

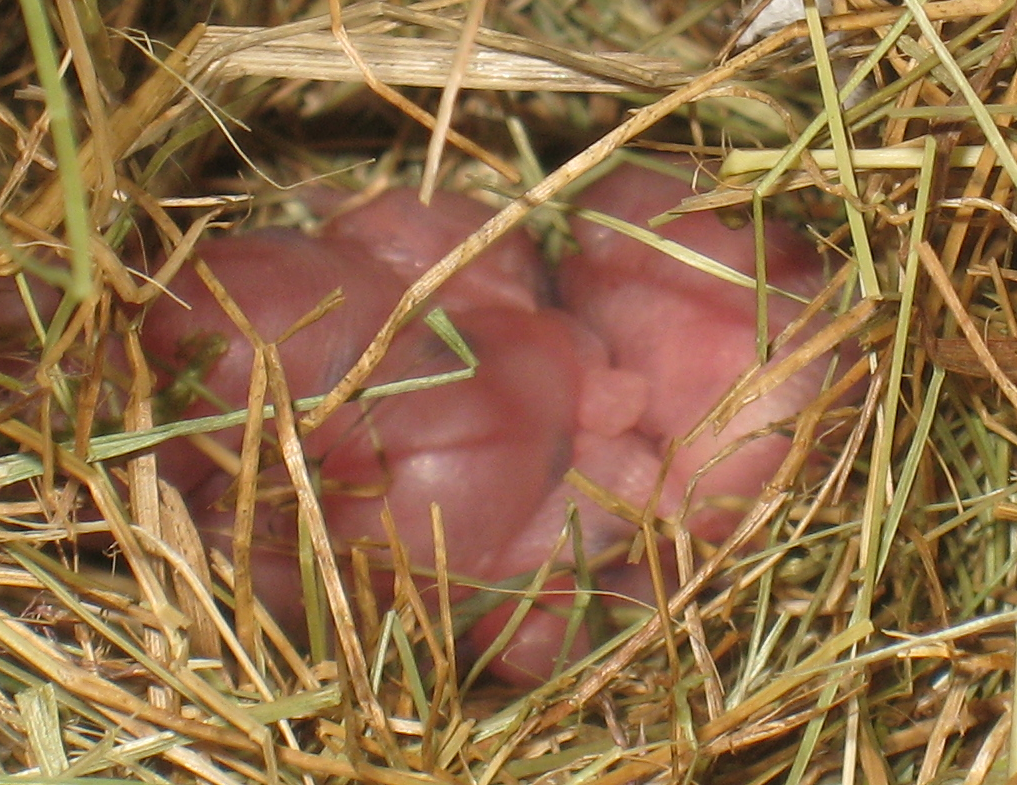
Portée de hamsters de Roborovski dans le nid fabriqué par leur mère.

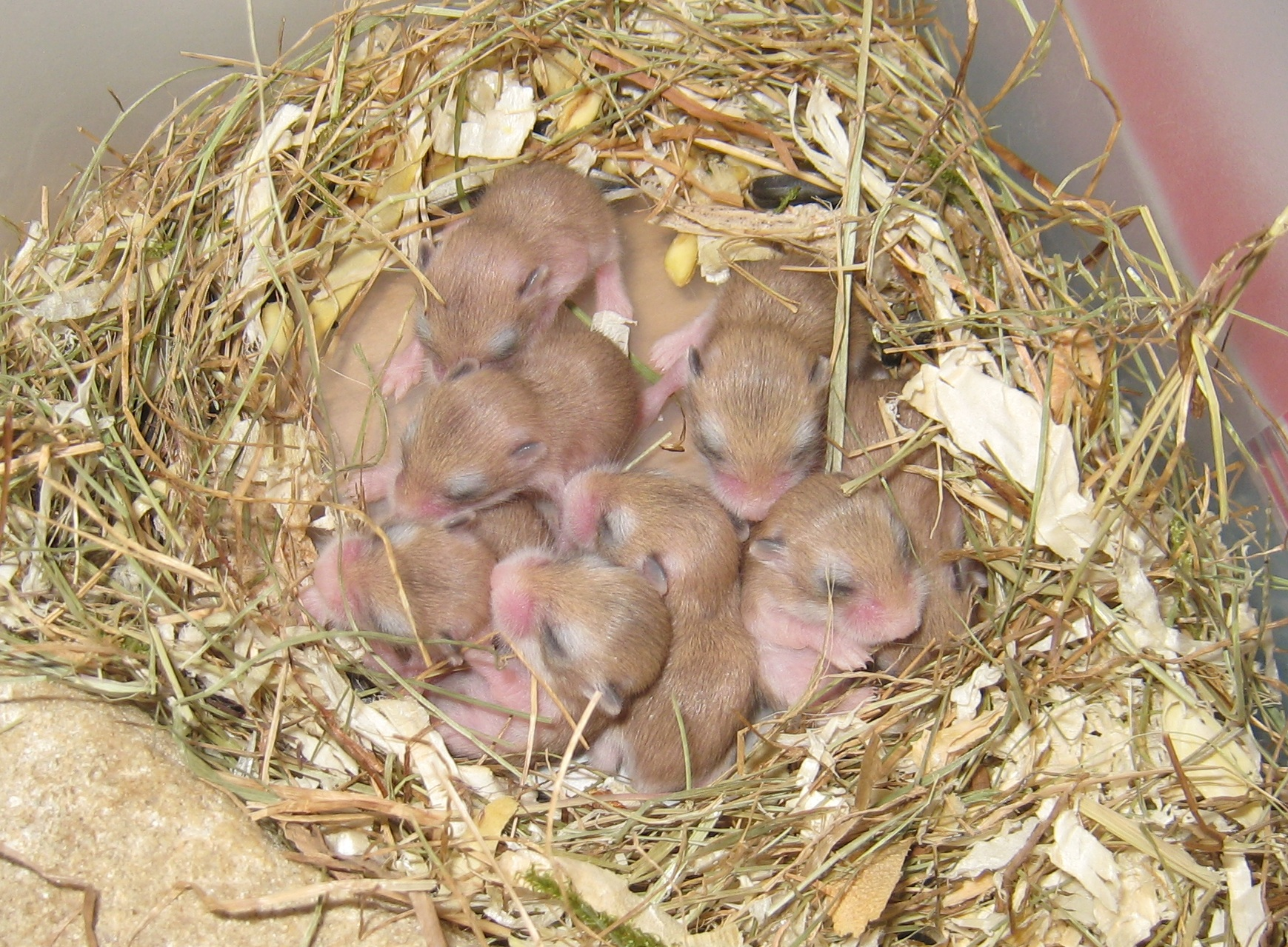
Portée de hamsters de Roborovski après 15 jours.

Le premier jour, les bébés ont les yeux et les oreilles fermés, une peau rose sans poils et des membres peu développés. Le sixième jour, la peau a commencé à se pigmenter, les premiers poils apparaissent. Le huitième jour, les petits hamsters peuvent utiliser leurs abajoues, se nettoyer et faire leurs besoins sans l'aide de leur mère. Le quatorzième jour, ils quittent le nid mais restent avec leur mère. Ils jouent entre eux. Le dix-septième jour, leurs yeux et leur oreilles se sont ouverts. Ils sont sevrés et deviennent totalement indépendants. Le vingt-deuxième jour, le sevrage est acquis et les petits peuvent être séparés de la mère.
Ces dates peuvent varier de quelques jours.

## Répartition et habitat
Le hamster de Roborovski est présent au Kazakhstan, en Russie, en Mongolie et en Chine. Il vit dans les déserts de sable et les prairies tempérées. En Mongolie, son habitat est typiquement constitué d'herbacées et graminées de 75 cm de haut, notamment Caragana tibetica, Ammopiptanthus mongolicus, Cynanchum komarovii et Zygophyllum pterocarpum.

### Prédateurs
Comme la plupart des rongeurs, ses prédateurs naturels sont les oiseaux de proie, les renards, les chiens et les chats.

## Utilisation par l'homme

### Animal de laboratoire
C'est un animal très intelligent. Il est souvent utilisé comme cobaye dans de nombreuses études,.

### Animal de compagnie

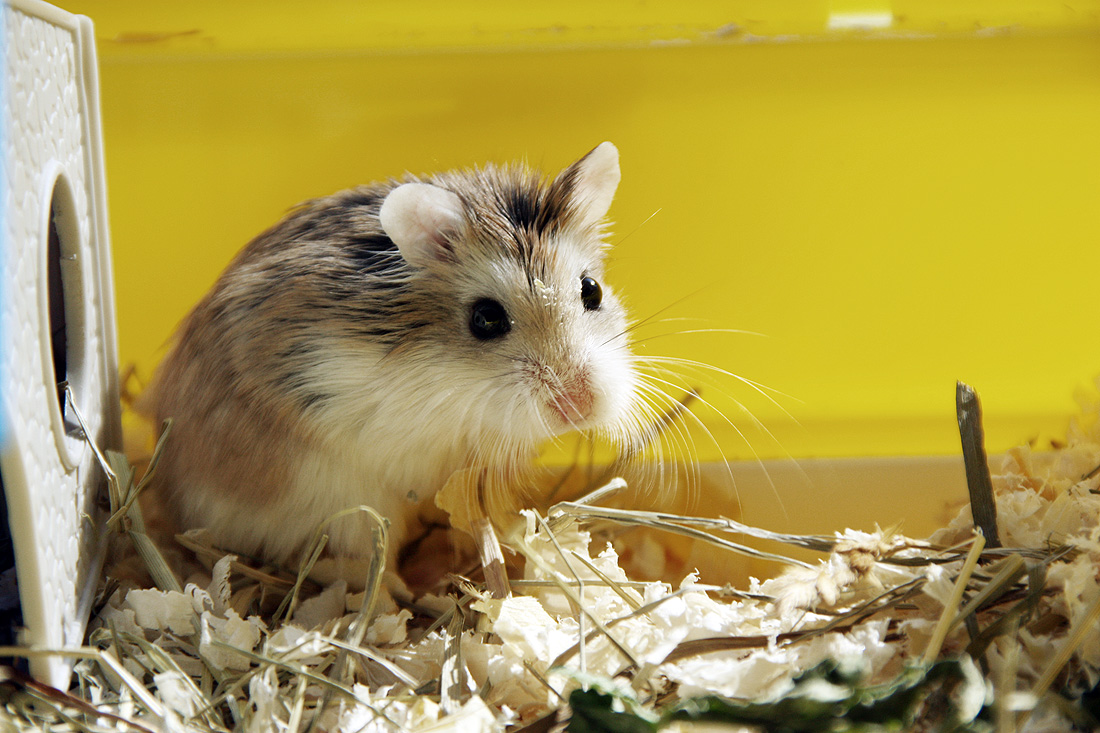
Hamster de Roborovski à l'entrée de son nid.

Ce hamster était très peu connu comme animal de compagnie jusque dans les années 1990. Il fait partie des Nouveaux animaux de compagnie (NAC).

### Maintenance en captivité
Comme tous les rongeurs maintenus en captivité et en particulier les hamsters, cette espèce nécessite un espace de vie adapté, de taille suffisante (120 × 60 cm minimum d'un seul tenant avec espace de barreaux au maximum de 0,8 cm), qui résiste notamment à leurs dents et à leur capacité d'évasion. Le hamster Roborovski est un hamster particulier qui ne s’empêche de creuser, donc il est préférable de mettre 30 cm de litière minimum.
Les hamsters de Roborovski sont des animaux nerveux et timides qui ne conviennent pas aux jeunes enfants. Ils sont difficilement apprivoisables. Ils n'aiment en général pas trop être pris dans les mains ou sortis de leur cage, mais au bout de quelque temps le hamster voudra sortir et explorer autour de son habitat. Mais le tempérament peut considérablement varier entre les individus : certains sont très affectueux et d'autres refusent farouchement tout contact. Cependant, ils peuvent être apprivoisés avec patience et un processus d'apprentissage de renforcement positif.
Ce sont des animaux nocturnes qui se réveillent le soir. Les hamsters de Roborovski ne mordent pas quand ils ont peur mais préfèrent fuir ; ils courent très vite par rapport à leur taille (jusqu'à 10 km/h). C'est une espèce solitaire[réf. nécessaire] et territoriale, on ne peut pas les faire cohabiter, car  y a toujours des problèmes comme : un nouveau hamster  dominant, nourriture, territoire et il leur arrive de se battre, très souvent jusqu'à la mort. Donc s'il y a eu une naissance séparez-les à 1 mois jusqu’à 2 mois maximum.

### Les hamsters en maltraitance
Beaucoup d’hamsters qui sont en captivité sont maltraités, car les personnes adoptent leur hamster sans réfléchir à leurs besoins. Un habitat mal pensé en captivité sera source de souffrance pour le hamster. Par exemple, une cage de moins de 7000c{\displaystyle m^{2}}, une mauvaise profondeur de litière (comme 2cm de litière....), ou bien une nourriture à base d’extrudés, l’absence de roue, ou une roue non adaptée (moins de 20cm de diamètre), pas de cachettes de bonne qualité, matériaux en plastique, pas de différentes sur-litières, absence de foin, etc. sont autant d’exemples d’environnement non adapté à ces petits rongeurs.

#### Élevage
Les hamsters de Roborovski se reproduisent assez bien en captivité, par rapport aux autres espèces de hamsters : nombreuses portées par an, de 1 à 6 bébés par portée. En revanche, la ménopause de la femelle a lieu relativement tôt[réf. souhaitée]. Comme chez toutes les espèces de hamsters, la femelle peut dévorer ses petits si elle est stressée. Les bébés ne doivent pas être touchés par une main humaine dans les 14 premiers jours, ou les 12 premiers jours si votre hamster vous fait énormément confiance, suivant leur naissance, sinon la mère ne reconnaîtrait plus leur odeur[réf. nécessaire].

## Galerie

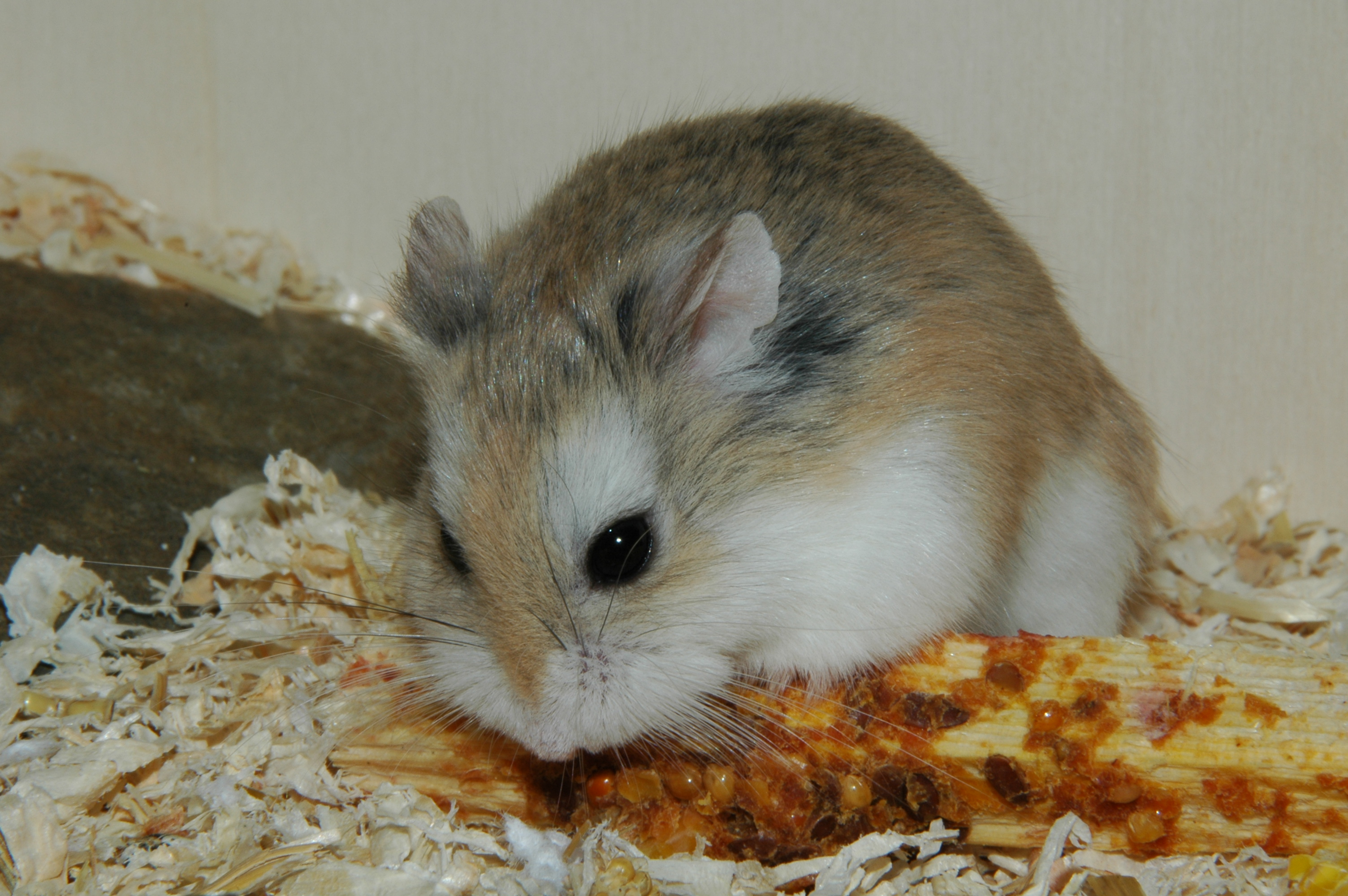
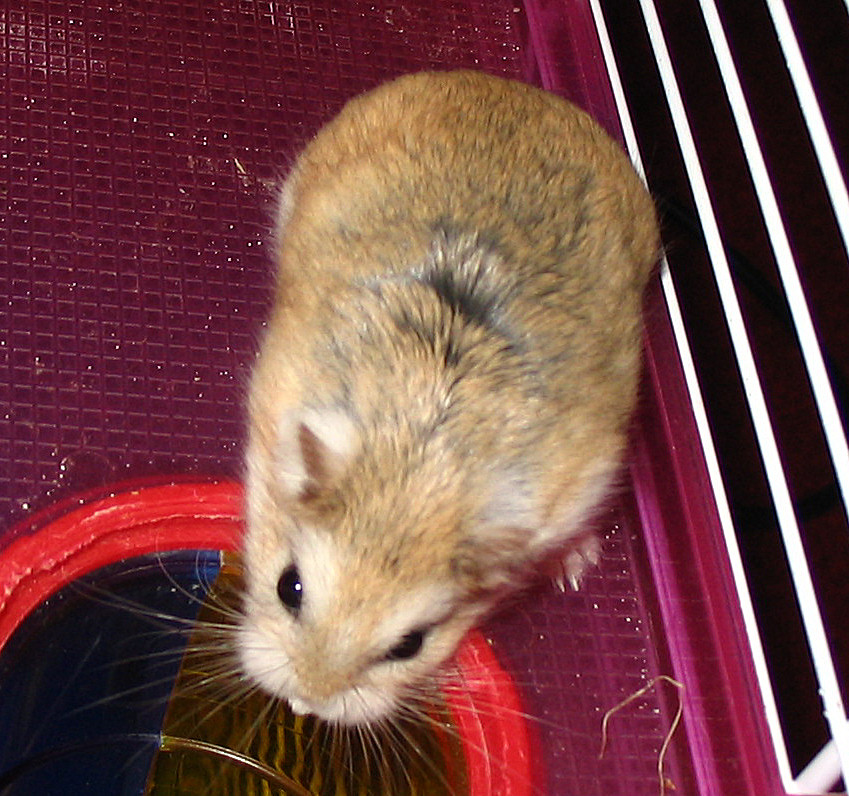
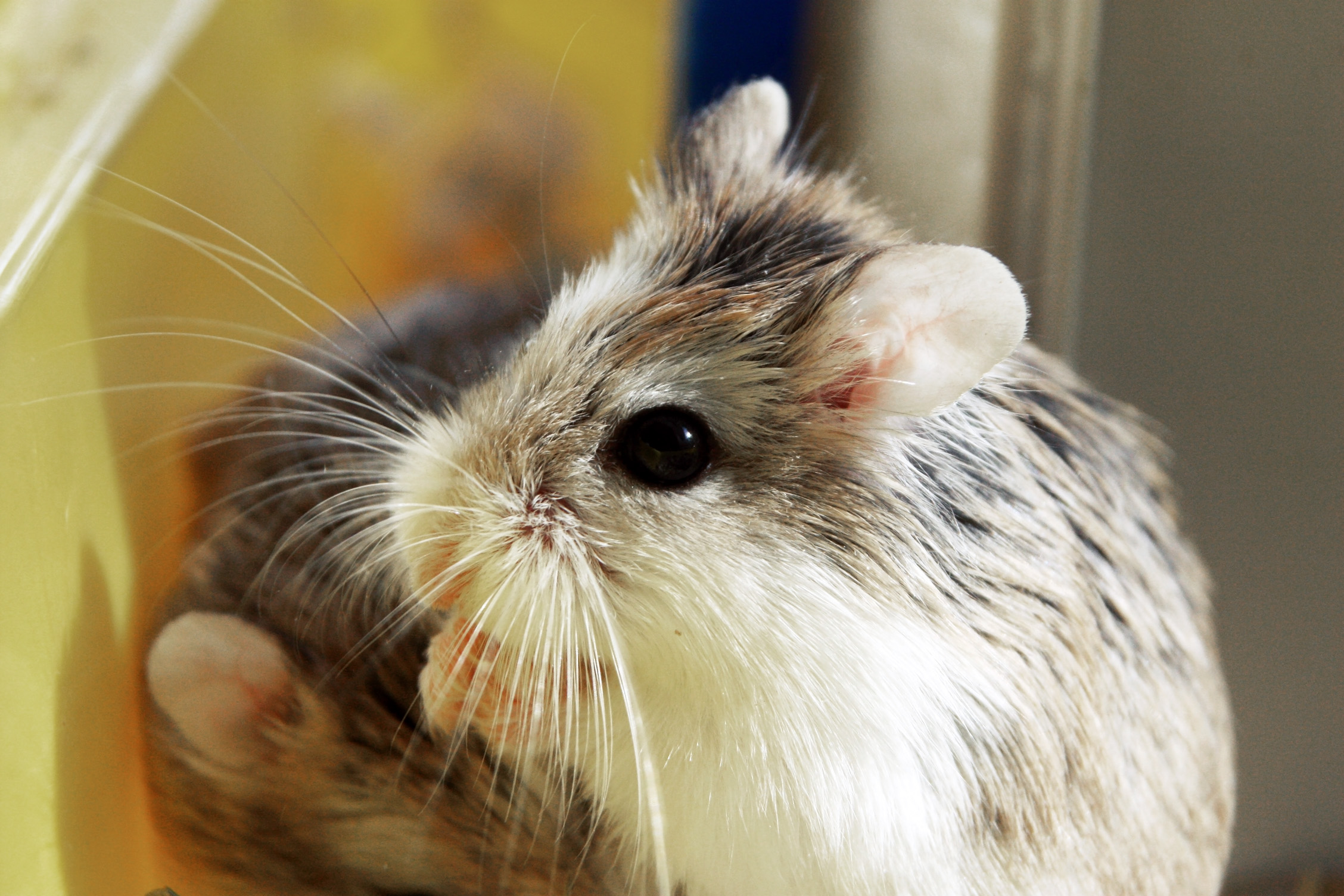
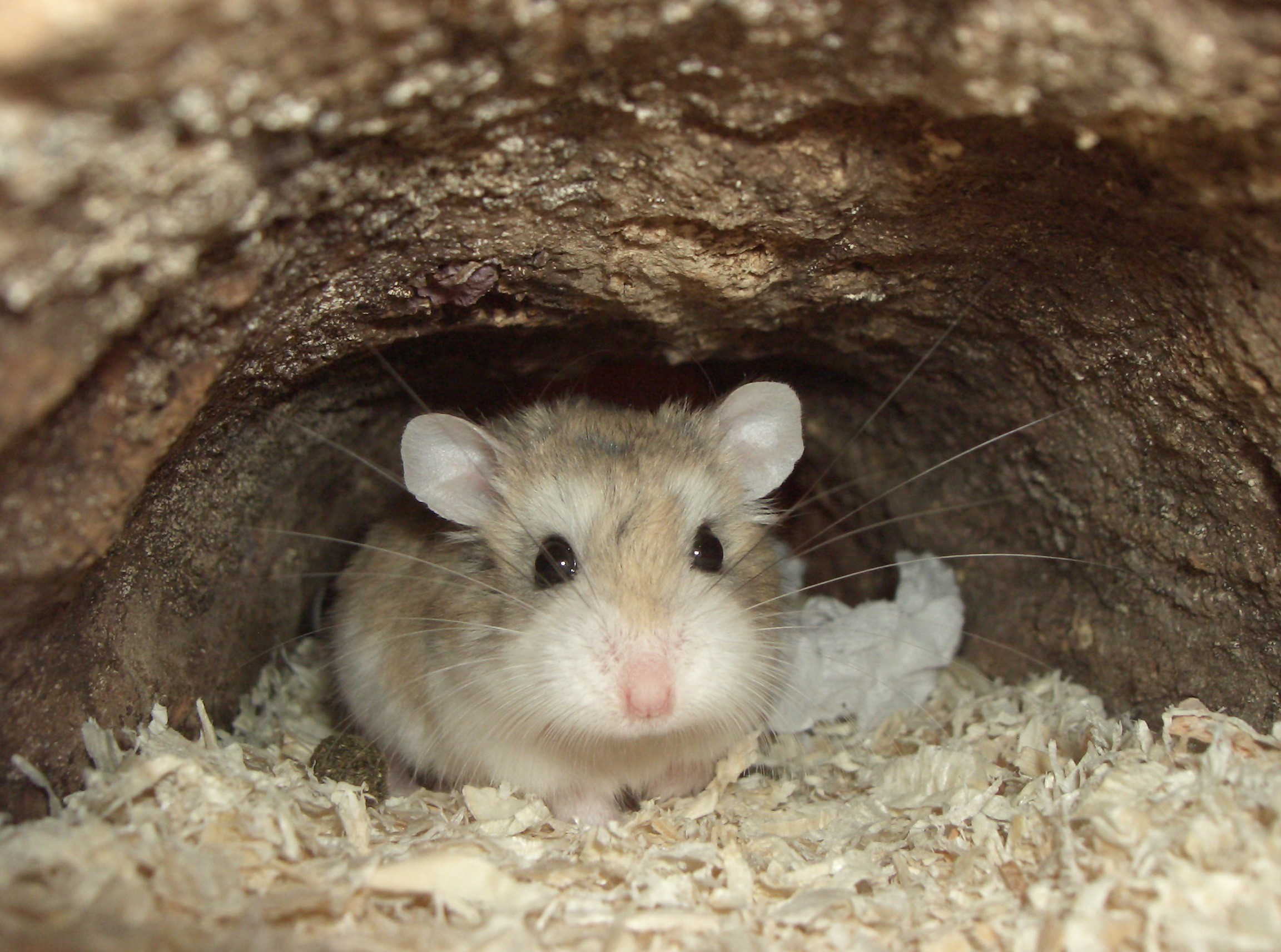
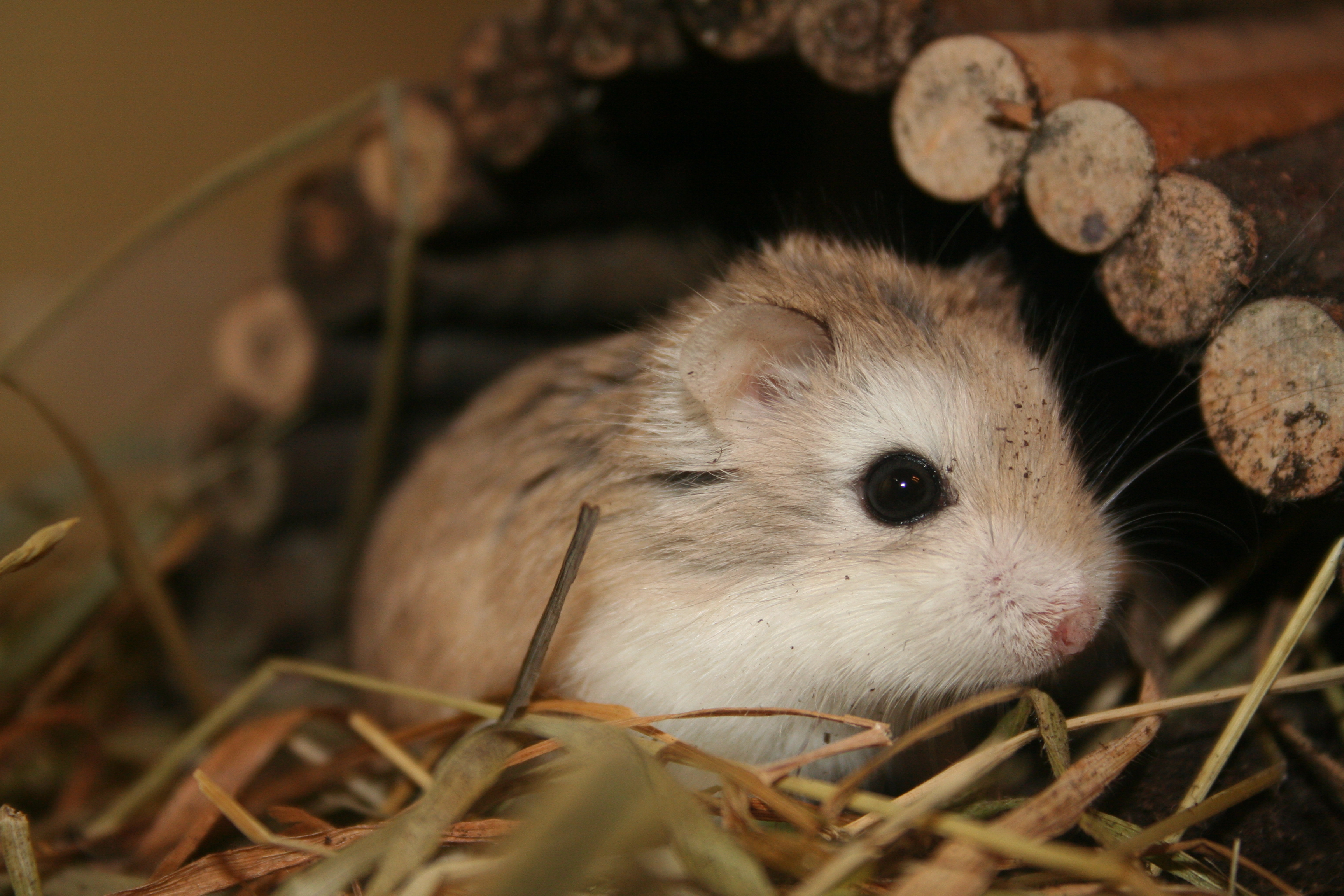
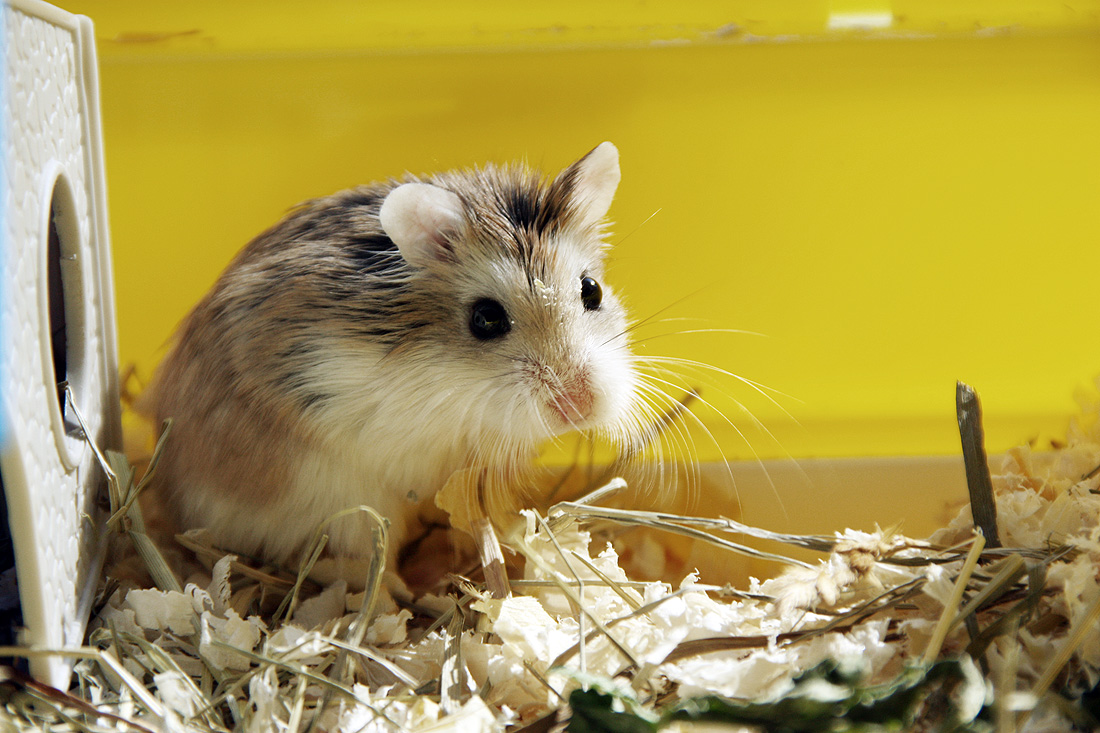
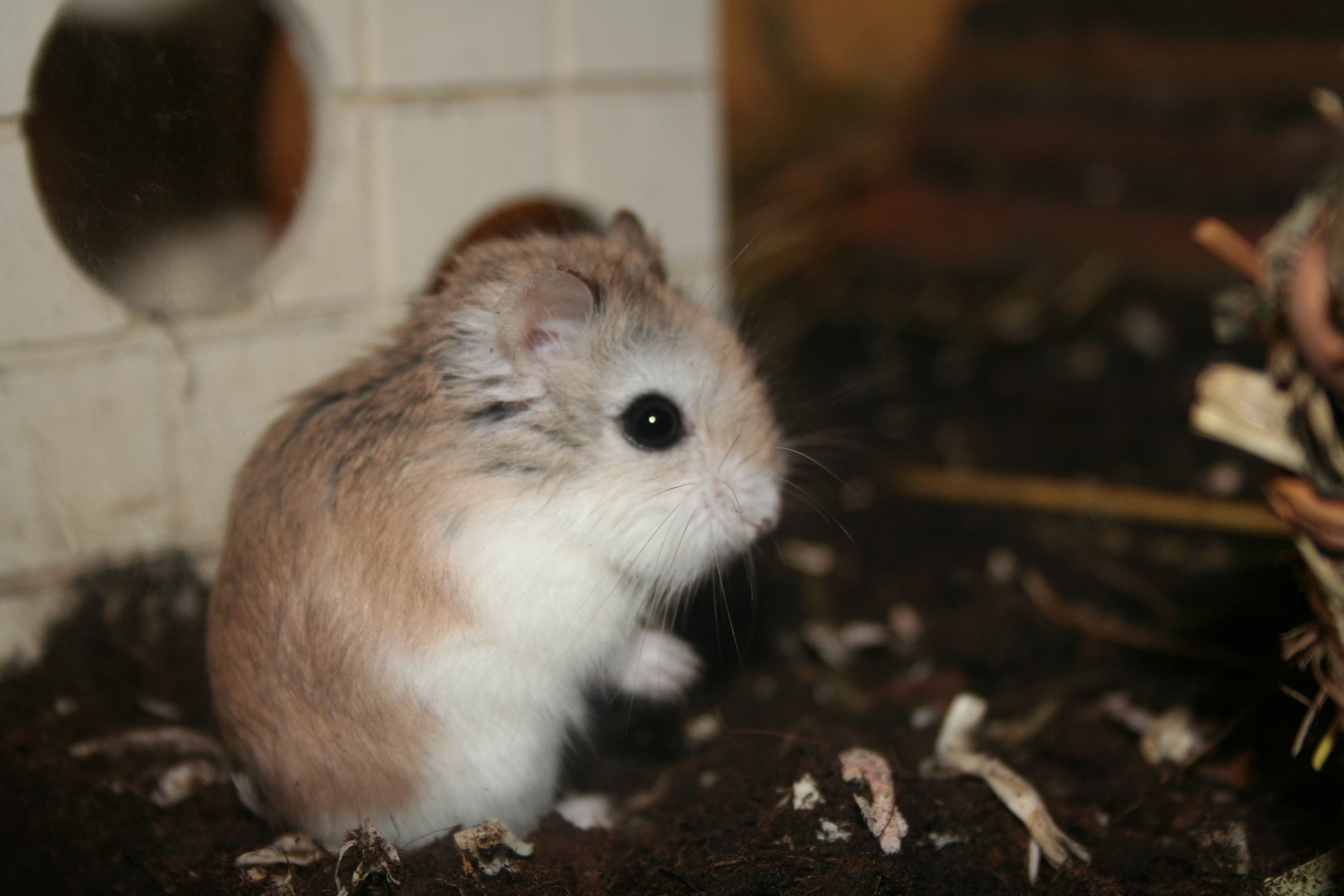
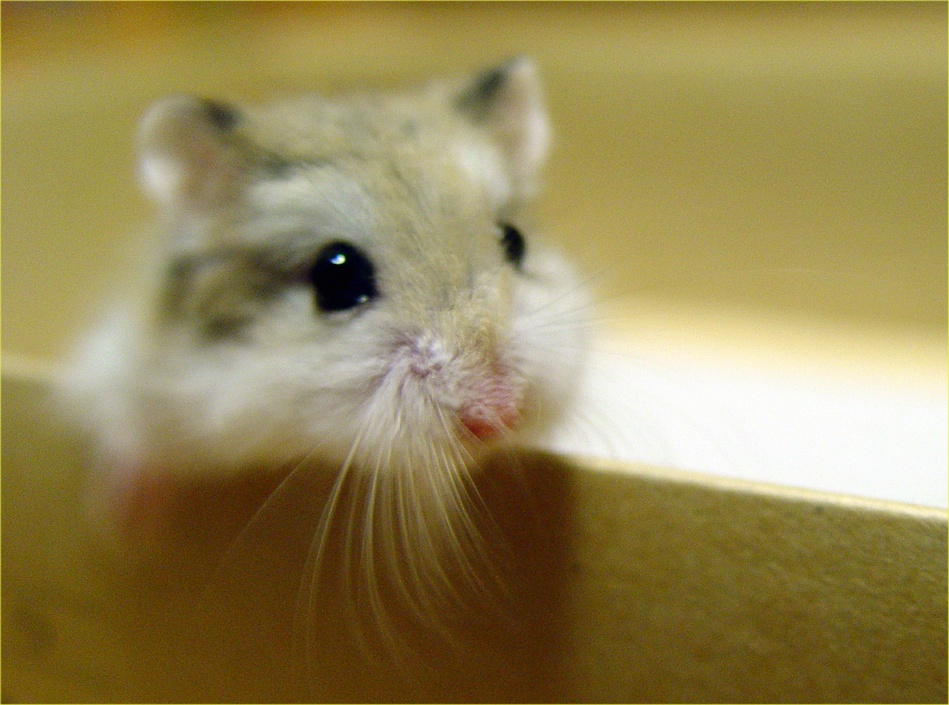